# Харківсько-воронізька культура
Харківсько-воронізька культура, середньодінська (катакомбна) культура, - археологічна культура середнього Подоння й Середньої Сіверськодонеччини бронзової доби.

## Датування
Існувала у 2500-2000 роках до Р. Х..

## Походження
Носії харківсько-воронізької культури на Нижньому Подонні просунулися на Середнє Подоння де змішалася з носіями пізньонеолітичної дніпро-донецької культури.

## Конярство
Основа господарства конярство: розводили на м'ясо, шкури. Кінь був культовою твариною.
За глибокого снігу кінь копитами розгрібає сніг в пошуках корму. Слідом йшли кози, вівці, що було здатні розгребти сніг де пройшовся кінь, та підбирати те, що залишилося після коней. Такий зимовий випас коней називається "тебенівка", що ще у 18 сторіччя користалися азійські кочовики.

## Гончарство
На всіх стоянках Середнього Дону харківсько-воронізька кераміка залягає у шарі вищому шару пізнього неоліту (наприклад стоянка Копанище 1).
Кераміка яскрава і сильно відрізняється від неолітичної. Подібність тільки в оформленні дна: воно округле, загострене. З'явився посуд з плоским дном, хоча вони занадто малі у діаметрі, щоб ними користуватися.
До горішньої частини посуду додається «комірець» - виділений верх. Орнамент найчастіше завдано відбитками гребінцю, хвилястими лініями, а сам посуд зовні має сліди начіски якимось предметом на зразок гребінця.
Конярі харківсько-воронізької культури вступили у контакти з пізньо-новокам'яними племенами Середнього Подоння. Результатом цих контактів стало переплетіння традицій в оздобленні кераміки. Наприклад, на стоянках над річками Тиха Сосна, Битюг, на стоянці біля села Черкаське зустрічається посуд з комірцем, але мають ямкові вдавлення. Ця ознака (ямки) абсолютно відсутня у самій нижньодінській культурі.
У харківсько-воронізькій культурі конярів не знайдено виробів з міді.

## Поховання
Могильники одиночні на середньому Подонні повністю відсутні.

## Розпад
Наступною на Середньому Подонні постає репінська культура, що названа за хутором Репін у Воронізькій області (Синюк, 1971; 1981)
Репінська культура продовжували традиції конярства і була багато в чому схожою з середньостогівською культурою, що раптово змінила нижньодінську культуру..